# جيمس إدغار ووكر
جيمس إدغار ووكر هو سياسي كندي، ولد في 21 يوليو 1911 بفيجريفيل في كندا، وتوفي في 19 أبريل 1989. حزبياً، نشط في الحزب الليبرالي الكندي. وقد انتخب عضو مجلس العموم الكندي.